# Prozess von Verona
Der Prozess von Verona fand im Zweiten Weltkrieg vom 8. bis 10. Januar 1944 in Verona statt, das damals zur faschistischen Italienischen Sozialrepublik (abgekürzt RSI, oder „Republik von Salò“) gehörte, und zwar im großen Saal der Scaligerburg Castelvecchio.
Angeklagt in diesem Schauprozess waren ehemalige Mitglieder des Großen Faschistischen Rats, die in der Sitzung vom 24./25. Juli 1943 in Rom im Palazzo Venezia für die Absetzung von Benito Mussolini gestimmt und damit dessen Regime vorübergehend unterbrochen hatten. Sie waren unter Mitwirkung der deutschen Wehrmacht und der Geheimdienste nach dem vorübergehenden Waffenstillstand vom 8. September 1943 in die Hände der Faschisten geraten.

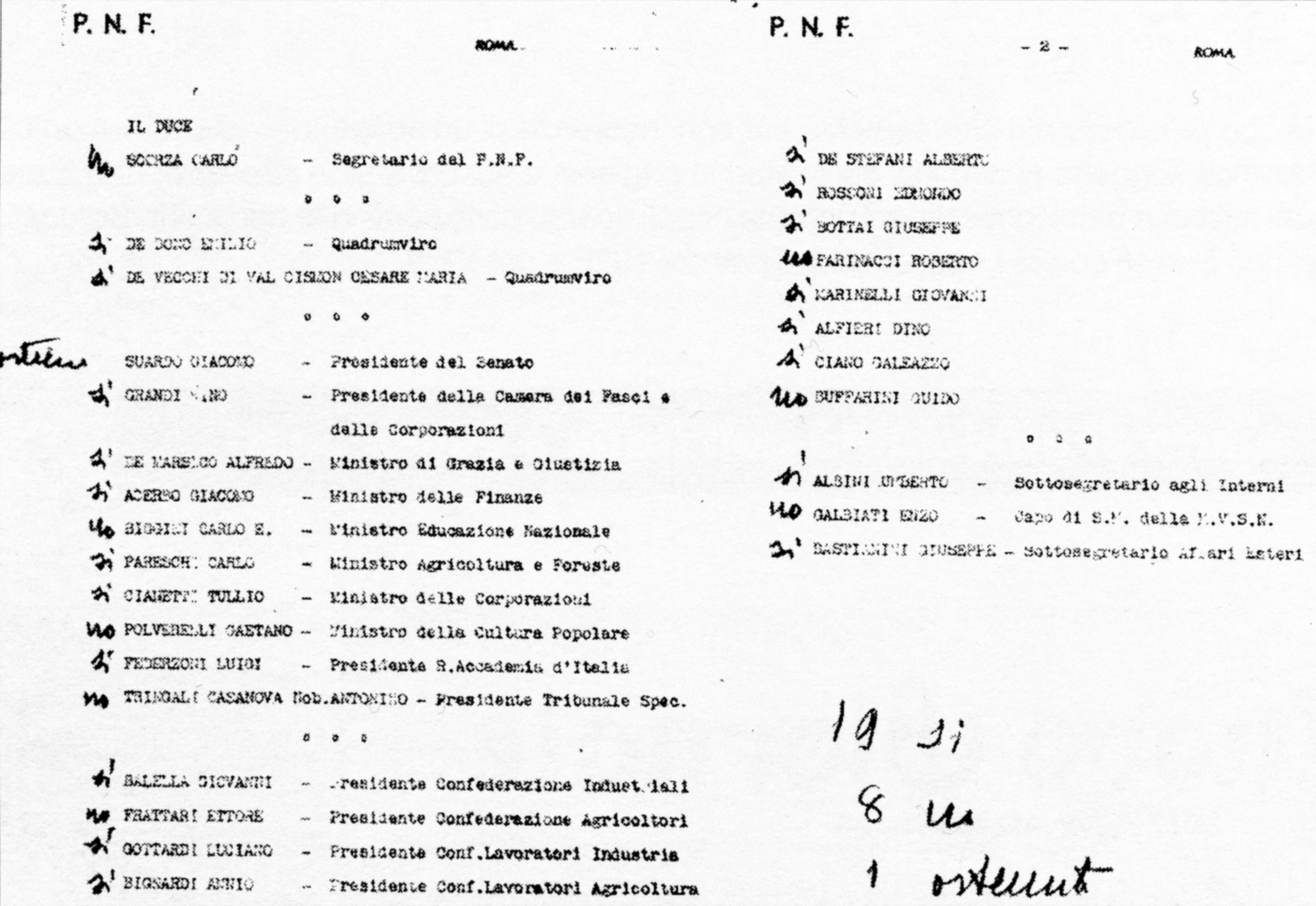
Aus dem Protokoll der letzten Sitzung des Großen Faschisten Rates vom 24./25. Juli 1943, in der Benito Mussolini abgesetzt wurde. Aus den Randnotizen ergibt sich das jeweilige Stimmverhalten (si=ja, no=nein).

## Die Angeklagten
Angeklagt waren sechs „abtrünnige“ Teilnehmer der Sitzung des Großen Faschistischen Rates vom 24./25. Juli 1943 in Rom:
- Galeazzo Ciano, Schwiegersohn Benito Mussolinis, wegen „Hochverrats“ zum Tode verurteilt;
- Emilio De Bono, Marschall von Italien, hochbetagt und angesehen, trotzdem zum Tode verurteilt;
- Giovanni Marinelli, Todesurteil
- Carlo Pareschi, Minister für Landwirtschaft und Forsten, Todesurteil;
- Luciano Gottardi, Gewerkschafter, Todesurteil;
- Tullio Cianetti, Gewerkschafter, verurteilt zu 30 Jahren Haft wegen Hochverrats unter „mildernden Umständen“.

Weitere „abtrünnige“ Mitglieder des Großrates hatte man nicht aufgreifen können. Sie wurden aber trotzdem in Abwesenheit angeklagt und ebenfalls zum Tode verurteilt. Dies waren
- Dino Grandi, der die Tagesordnung der erwähnten Sitzung erstellt hatte;
- Giuseppe Bottai
- Cesare Maria De Vecchi
- Edmondo Rossoni
- Dino Alfieri
- Luigi Federzoni
- Alfredo De Marsico
- Umberto Albini
- Giacomo Acerbo
- Giuseppe Bastianini
- Annio Bignardi
- Alberto De Stefani
- Giovanni Balella.

## Tribunal
Die faschistische Partei bestimmte als „Geschworene“ acht Militärs, allesamt überzeugte Anhänger Mussolinis, die, wie Alessandro Pavolini es formuliert, „Garantie dafür boten, dass das Todesurteil gefällt wurde, insbesondere im Fall des Grafen Ciano, des Schwiegersohns des Duce“.
Beamtete Richter:
- Gerichtspräsident Aldo Vecchini;
- 1. Staatsanwalt (Anklage);
- Der „Führer des öffentlichen Verhörs“: Vincenzo Cersosimo.

Als „Geschworene“ bzw. „zugewählte Richter“:
- Renzo Montagna, Chef der Politiksektion der ISR-Nationalgarde (GNR);
- Enrico Vezzalini, Präsident der Provinz Ferrara;
- Celso Riva, Arbeiter, der dem Faschismus schon am 23. März 1919 anhing;
- Aldo Vecchini, Rechtsanwalt, Oberst der Squadristen-Miliz, höherer Offizier der Armee;
- Domenico Mittica, Ingenieur, ebenfalls Angehöriger der „Squadristi“ genannten Vorläufer der Faschisten, Oberst ihrer Miliz;
- Otello Gaddi, Oberstleutnant und hochdekoriertes Mitglied der Squadristen-Miliz;
- Vito Casalinuovo, ebenfalls Oberst der Squadristen-Miliz;
- Fortunato Abbonetti, dasselbe.

Außerdem anwesend: fünf Personen namens Giunta, Pagliani, Coppola, Resega und Savinio.

## „Legalität“ des Prozesses
Der RSI-Justizminister Piero Pisenti, der die Prozessakten durchgearbeitet hatte, war der Meinung, dass der Prozess nicht legal gewesen sei. Es fehlten die Beweise des geheimen Einverständnisses zwischen den Angeklagten und dem Königshaus, das Abstimmverhalten sei irregulär gewesen und die Anklage auf Hochverrat habe nicht berücksichtigt, dass der Duce im Laufe des Tages abgesetzt worden sei.
Mussolini wusste, dass der Prozess juristisch eine Absurdität war; aber er hielt ihn trotzdem für notwendig. Er dachte sogar an andere Personen, die am 25. Juli 1943 für ihn gestimmt hatten, z. B. an Roberto Farinacci, den er aber trotzdem im Verdacht hatte, einen Staatsstreich gegen ihn vorzubereiten, oder an Ugo Cavallero.

## Die Affäre Ciano
Galeazzo Ciano, Mussolinis Schwiegersohn, floh zunächst mit seiner Frau Edda und den Kindern nach München. Er war überzeugt, dass er dort vor der Rache Mussolinis sicher sei. Die Nationalsozialisten brachten die Familie gleich darauf in einer Villa in Allmannshausen unter und quartierten dort auch Hildegard Beetz (alias „Felizitas“), eine fließend Italienisch sprechende deutsche Agentin, als Dolmetscherin ein. Sie sollte ihn dazu überreden, seine historisch brisanten Tagebücher dem Sicherheitsdienst des Reichsführers SS zu überlassen. Heinrich Himmler hatte ihm einen Flug nach Spanien versprochen, bei dem er interne Berichte der Deutschen an spanische Stellen überbringen sollte. Ciano sollte die Deutschen auch über die wechselnden Aufenthaltsorte Mussolinis informieren, der damals vor seinen italienischen Gegnern in wechselnden Gefängnissen bzw. Hotels versteckt wurde.
Er wusste ferner aus dem Radio, dass Vittorio Mussolini, Roberto Farinacci und Alessandro Pavolini sich zwar gegenseitig als „Verräter am Faschismus“ bezichtigten, aber dass er, Ciano, dabei zu ihrer gemeinsamen Zielscheibe geworden war. Mussolini selbst traf sich mit Ciano in München und wiegte ihn in dem Glauben, dass er ihm vergeben habe. Adolf Hitler beschloss, sich nicht einzumischen. Auf diese Weise war Ciano völlig isoliert, und „Felizitas“ war die einzige Person, die mit ihm sprechen durfte, als er auf seinen Prozess warten musste. Sie schmuggelte Kassiber seiner Ehefrau in Cianos Einzelzelle, da Edda ihren Mann nicht selbst besuchen durfte. Die spätere Flucht der Familie in die Schweiz (unter Mitnahme der Tagebücher) konnte dadurch heimlich vorbereitet werden.

## Die Verurteilung
Die Abstimmung innerhalb des Richter-Gremiums erfolgte durch nicht namentlich gekennzeichnete Stimmzettel. Es gab ein erstes Votum, um die Frage „schuldig oder nichtschuldig“ zu entscheiden; danach folgte ein zweites Votum, um zu entscheiden, ob der „schuldigen“ Person irgendwelche „mildernde Umstände“ zuerkannt werden sollten. Im ersten Votum wurden alle Beklagten schuldig gesprochen. Mildernde Umstände erhielt nur Tullio Cianetti, weil er sich schriftlich bei Mussolini entschuldigt hatte.
Die Todesurteile wurden, soweit nicht „in Abwesenheit“ verhängt, sofort am Folgetag des Prozesses, dem 11. Januar 1944 vollstreckt, und zwar am Schießplatz des Forte San Procolo im Norden der Stadt, durch ein Erschießungskommando aus 30 Altfaschisten unter Führung von Alessandro Pavolini. Gnadengesuche an Mussolini wurden erst übermittelt, als die Exekution schon vollzogen war.

## Zeitgenössische Kommentierung
Victor Klemperer (1881–1960), ein Dresdener Literaturprofessor, bekannt für seine detaillierten Tagebuchnotizen u. a. von 1933 bis 1945 (er hat, obwohl Jude im Sinne der Nürnberger Gesetze, die Hitlerzeit überstanden und detailliert beschrieben) kommentiert das Geschehen in einem Eintrag vom 15. Januar 1944 wie folgt:
„… Ich halte es für sicher, daß die Gerichtsverhandlung Farce, daß die Erschießung deutsches Werk war, daß Mussolini mit alledem kaum noch etwas zu tun hatte – er ist jetzt ganz unsichtbar, ist der Schatten einer Puppe –, vor allem, daß man mit dieser ganzen Affäre in erster Linie abschreckend auf deutsche interne Gegner (Paulus, Seydlitz) wirken will.“